# (33852) Baschnagel
2000 HO52 (asteroide 33852) é um asteroide da cintura principal. Possui uma excentricidade de 0.13843550 e uma inclinação de 7.78863º.
Este asteroide foi descoberto no dia 29 de abril de 2000 por LINEAR em Socorro.